# Koldo Fernández de Larrea
Koldo Fernández de Larrea (Vitòria, 13 de setembre de 1981) és un ciclista basc, professional entre el 2004 i el 2014. Bon esprintador, va començar a les files de l'Euskaltel–Euskadi fins que el 2012 fitxà pel Garmin-Sharp. En finalitzar la temporada del 2014 anuncià la seva retirada del ciclisme professional després d'onze temporades en l'elit.
En el seu palmarès destaquen victòries d'etapa en curses d'una setmana, com l'aconguida a la Tirrena-Adriàtica de 2007, i en clàssiques com el Circuit de Getxo de 2009.

## Palmarès
- 2007
  - Vencedor d'una etapa a la Tirrena-Adriàtica
- 2008
  - 1r al Tour de Vendée
  - Vencedor d'una etapa a la Volta a Múrcia
  - Vencedor d'una etapa a la Volta a Castella i Lleó
  - Vencedor d'una etapa a l'Euskal Bizikleta
  - Vencedor d'una etapa a la Volta a Burgos
- 2009
  - 1r al Circuit de Getxo
  - Vencedor d'una etapa a la Volta a l'Algarve
  - Vencedor d'una etapa a la Volta a Burgos
- 2010
  - 1r al Tour de Vendée
  - Vencedor d'una etapa a la Volta a Burgos

### Resultats al Tour de França
- 2009. Fora de control (8a etapa

### Resultats a la Volta a Espanya
- 2007. 134è de la classificació general
- 2008. 94è de la classificació general
- 2010. 141è de la classificació general
- 2012. 134è de la classificació general
- 2013. No surt (2a etapa)
- 2014. 86è de la classificació general

### Resultats al Giro d'Itàlia
- 2006. Abandona (7a etapa)
- 2007. 136è de la classificació general
- 2008. No surt (14a etapa)
- 2014. Fora de temps (1a etapa)